# Grand Prix Jef Scherens 1977
La 13e édition du Grand Prix Jef Scherens a eu lieu le 18 septembre 1977. Elle a été remportée par le Belge Walter Planckaert.

## Classement final
Walter Planckaert remporte la course en parcourant les 214 km en 5 h 58 min 0 s à la vitesse moyenne de 35,865 km/h.
| Classement final | Classement final  | Classement final | Classement final                | Classement final  |
|                  | Coureur           | Pays             | Équipe                          | Temps             |
| ---------------- | ----------------- | ---------------- | ------------------------------- | ----------------- |
| 1er              | Walter Planckaert | Belgique         | Maes Pils-Mini Flat             | en 5 h 58 min 0 s |
| 2e               | Wilfried Wesemael | Belgique         | Frisol-Gazelle-Thirion          |                   |
| 3e               | Benny Schepmans   | Belgique         | Frisol-Gazelle-Thirion          |                   |
| 4e               | Eric Leman        | Belgique         | Carpenter-Splendor-Zeepcentrale |                   |
| 5e               | Cees Priem        | Pays-Bas         | Frisol-Gazelle-Thirion          |                   |
| 6e               | Marc Renier       | Belgique         | Ijsboerke-Colnago               |                   |
| 7e               | Marc Demeyer      | Belgique         | Flandria-Velda-Latina           |                   |
| 8e               | Frans Verbeeck    | Belgique         | Ijsboerke-Colnago               |                   |
| 9e               | Herman Vrijders   | Belgique         | Maes Pils-Mini Flat             |                   |
| 10e              | Frans Verhaegen   | Belgique         | Carpenter-Splendor-Zeepcentrale |                   |
| modifier         |                   |                  |                                 |                   |